# X-Moto
X-Moto és un videojoc de codi obert i lliure de plataformes amb motos de motocross en 2D desenvolupat per a Linux, FreeBSD, Mac OS X i Microsoft Windows. La física hi és subtilment diferent de la de a la vida real. El projecte es va iniciar el 2005 i està llicenciat sota la GPL.
Està basat en el videojoc Elasto Mania. La principal diferència és la llicència lliure.

## Versions

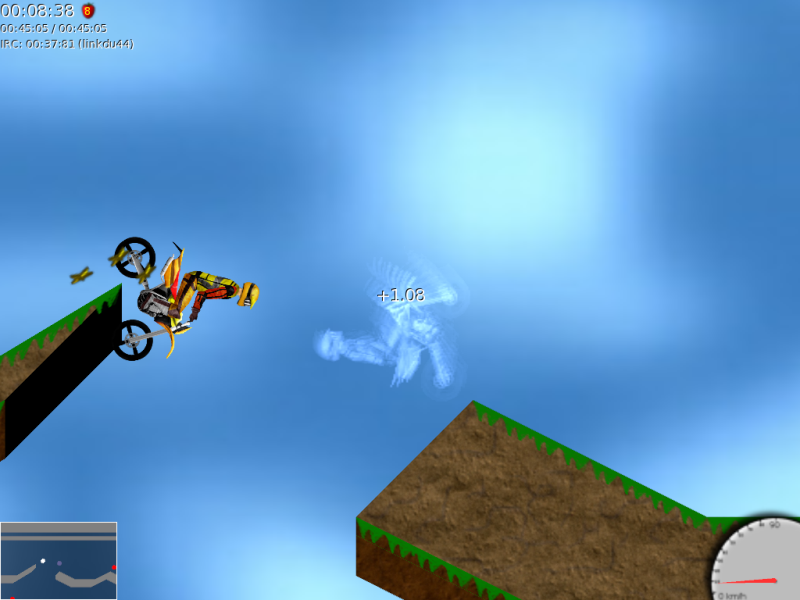
Versió 0.4.2.

La versió 1.0.0 de X-Moto va sortir quan els autors eren satisfets del codi. Cada canvi de versió major (0.x) correspon a un canvi tècnic important:
- 0.1: primera versió de X-Moto (maig de 2005) escrita en 1 mes.
- 0.2.x: el joc es connecta a Internet (de manera inicial per telecarregar la llista dels rècords)
- 0.3.x: el joc administra les seves dades via sqlite, un cop donades (els jugadors retindran sobretot que és des que es pot jugar en multijugadors)
- 0.4.x: reescriptura de la gestió dels estats del joc (per tal de permetre un major manteniment del joc).

## Característiques generals
Tot l'interès del joc resideix en la seva jugabilitat. Per passar els diferents obstacles aixecats en un nivell, cal manejar al millor possible la moto. Per fer allò, es fan servir els cinc controls possibles sobre la moto:

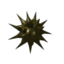
Una mina, un dels obstacles que s'han de superar.

- L'acceleració (de manera única sobre la roda darrere)
- El fre (sobre les dues rodes)
- L'empenta abans (el pilot empeny el manillar i provoca una rotació cap endavant de la moto)
- La tirallonga (igual principi que l'empenta però en l'altre sentit)
- El tomb (o looping)

Un altre interès del joc, una vegada els acabats els nivells, és d'acabar-los al més ràpidament possible. També és possible en el joc de tenir en perspectiva el «rècord mundial» de temps per a cada nivell. A més a més dels rècords mundials, és possible crear sales (rooms), el principi és el mateix que els rècords mundials, però aquestes es limiten a un grup de jugadors.
Quan el jugador comença en un nivell ha de recollir totes les maduixes que hi ha escampades. Quan les ha recollit totes pot dirigir-se cap a la flor per passar al següent nivell. Hi ha diferents obstacles, entre ells mines, terreny abrupte... En certs nivells hi ha objectes que es mouen sols. El conductor només es malmet quan el seu cap xoca contra la roca o algun altre objecte, llavors és quan s'ha perdut el nivell.

### Controls bàsics
| Tecla                        | Moviment                                                |
| ---------------------------- | ------------------------------------------------------- |
| {\displaystyle \uparrow }    | Accelerar.                                              |
| {\displaystyle \downarrow }  | Frenar.                                                 |
| {\displaystyle \leftarrow }  | Rotar en el sentit contrari a les agulles del rellotge. |
| {\displaystyle \rightarrow } | Rotar en sentit horari.                                 |
| Espai                        | Donar la volta i conduir en sentit contrari.            |

### So i gràfics

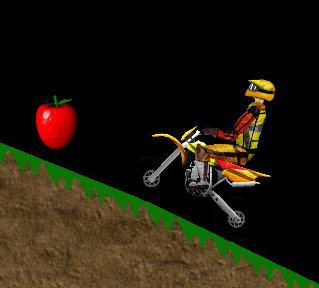
El motorista al costat d'una maduixa.

L'X-Moto té alta resolució dels gràfics, usant acceleració de hardware 3D (OpenGL) per a millorar el rendiment. El joc és completament en 2D, i el so és escàs: només hi ha sons en guanyar o perdre un nivell, mentre el menú té una banda sonora. Els nivells poden tenir la seva pròpia música.

### Nivells
Hi ha nivells per defecte, i n'hi ha d'altres que poden ser descarregats automàticament. Aquests nivells estan creats amb l'Inkscape i programats en Lua, amb l'extensió Inksmoto. També hi ha un editor de nivells per separat, anomenat X-Moto editor, però està obsolet: aquí sota s'inclou un missatge del web de l'X-Moto respecte a l'editor de nivells:

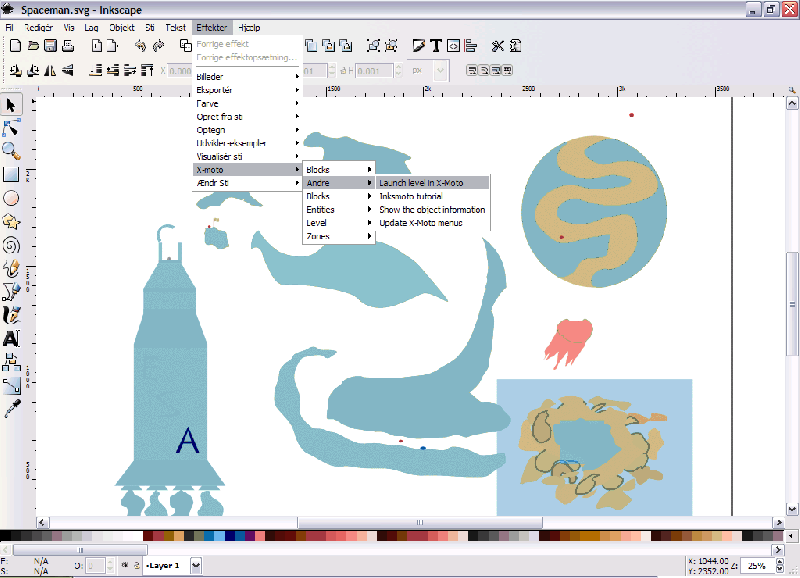
L'editor de nivells.

| « | Una nova eina per a crear nivells està disponible: Inksmoto Level Editor. Et deixa crear millors nivells. (Usa l'eina Inkscape). L'Xmoto-editor està obsolet, i no suporta nivells de X-Moto des de la versió 0.2.4! Si us plau utilitza l'Inksmoto per tenir les millors de les teves idees! | » |

Quan s'aconsegueix un nivell, es desa una repetició, que podrà ser mostrada més endavant. Si no s'aconsegueix el nivell es pot desar igualment la repetició. A cada nivell es mostra un fantasma que simula una repetició prèvia del rècord anterior, i es pot usar com a referència del temps. Si s'aconsegueix un rècord mundial, la repetició es penjarà a Internet, i podrà ser descarregada per tothom. Al nivell també es mostrarà el rècord.

## Altres dispositius d'entrada
A part del teclat, que és el dispositiu d'entrada per defecte, es pot utilitzar una palanca de control i el Wiimote per controlar el motorista.

Una palanca de control

L'X-Moto té un suport experimental per a palanca de control. S'ha d'editar l'arxiu config.dat per això.
Si els controls no són suaus, s'han de modificar més coses. Es pot abaixar el nivell de JoyPrimAxisMax1 per a incrementar la resposta a l'acceleració, o JoyPrimAxisMin1 per a un valor més alt per a incrementar la frenada. Si la moto encara frena una mica sempre, inclòs quan no fa res, s'ha de canviar JoyPrimAxisLL1 a un valor més baix. Malgrat tot, és experimental i encara s'hi estan trobant errors (bugs).

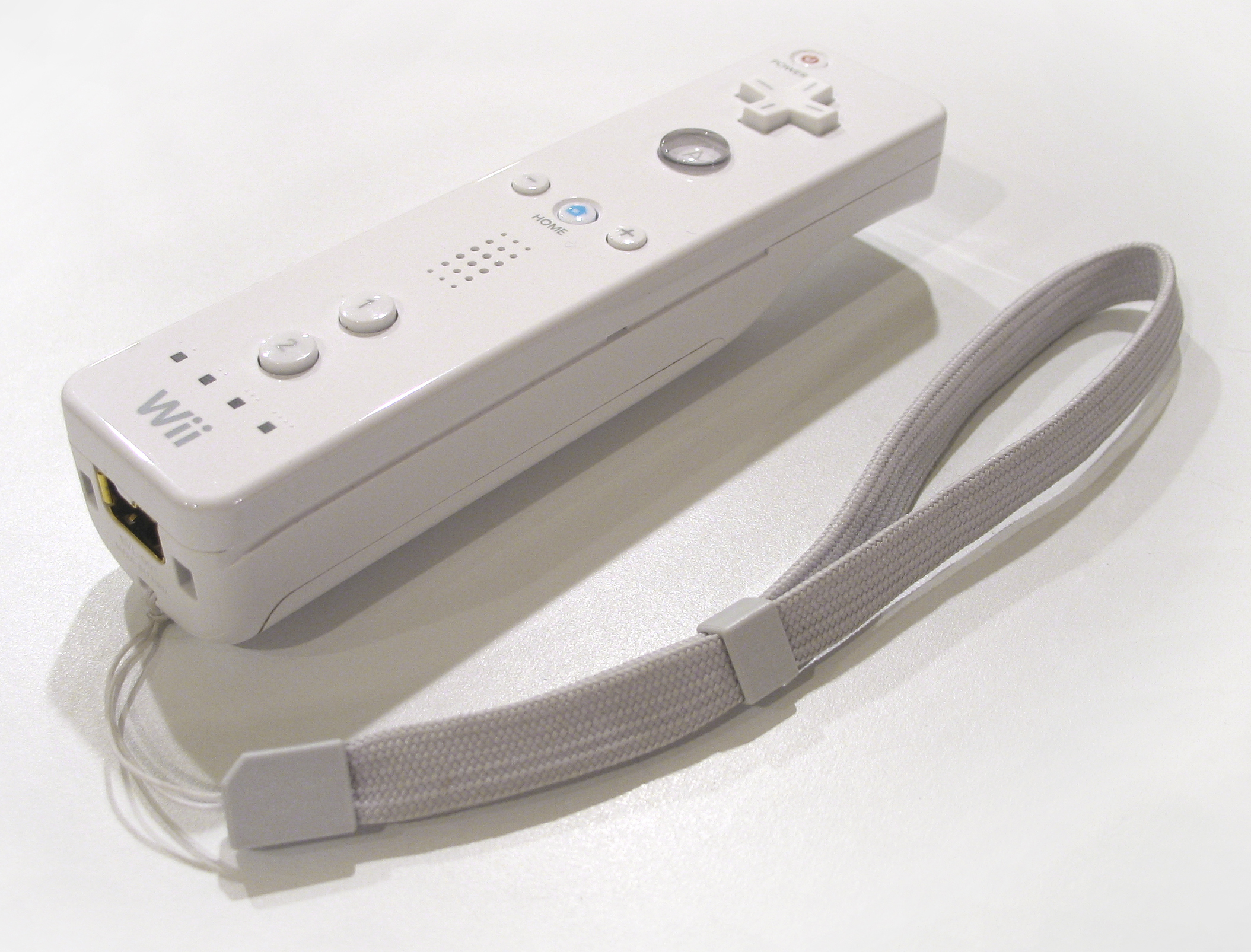
El Wii Remote com a control del videojoc

També es pot utilitzar el Wiimote (el control de la Wii™) com a dispositiu d'entrada. Per a fer-ho, es necessita interfície de Bluetooth. Està programat per a la versió 0.1.0 de l'X-Moto. Els controls són els següents:
| Botó                         | Moviment                                                |
| ---------------------------- | ------------------------------------------------------- |
| {\displaystyle \uparrow }    | Accelerar.                                              |
| {\displaystyle \downarrow }  | Frenar.                                                 |
| {\displaystyle \leftarrow }  | Girar en el sentit contrari a les agulles del rellotge. |
| {\displaystyle \rightarrow } | Girar en sentit horari.                                 |
| B                            | Donar la volta i conduir en sentit contrari.            |
| 1                            | Accelerar.                                              |
| 2                            | Frenar.                                                 |
| +                            | Pausa.                                                  |
| A                            | Enter                                                   |

## Requisits del sistema
Per a jugar a l'X-Moto es necessita:
- CPU: ~500 MHz.
- RAM: 128 MB.
- Gràfics: Targeta GeForce-class amb 32 MB de memòria de vídeo.
- Disc dur: 10 MB lliures.
- Programari: Microsoft Windows 2000/XP, Linux, Mac OS X, o FreeBSD, i OpenGL.

## Valoració
L'X-Moto ha rebut força bones valoracions: una nota mitjana de 7.82 a Softonic. Per part d'aquesta web, s'ha dit que no posseeix uns bons gràfics, però continua sent divertit. També s'han criticat els nivells, ja que són molt simples. Aquí sota s'inclou una valoració general de diferents webs:
| - Free Software Directory: - Download.com: - Softonic: | - The Linux Game Tome: - Uptodown: |